# Stortjärnen (Frostvikens socken, Jämtland, 715160-145540)
Stortjärnen är en sjö i Strömsunds kommun i Jämtland och ingår i Ångermanälvens huvudavrinningsområde. Sjön har en area på 0,296 kvadratkilometer och ligger 575,1 meter över havet. Stortjärnen ligger i Frostvikenfjällen Natura 2000-område.

## Delavrinningsområde
Stortjärnen ingår i det delavrinningsområde (715132-145519) som SMHI kallar för Utloppet av Stortjärnen. Medelhöjden är 580 meter över havet och ytan är 1,09 kvadratkilometer. Räknas de 3 avrinningsområdena uppströms in blir den ackumulerade arean 3,1 kvadratkilometer. Vattendraget som avvattnar avrinningsområdet har biflödesordning 5, vilket innebär att vattnet flödar genom totalt 5 vattendrag innan det når havet efter 290 kilometer. Avrinningsområdet består mestadels av skog (73 procent). Avrinningsområdet har 0,29 kvadratkilometer vattenytor vilket ger det en sjöprocent på 26,8 procent.